# Златна никса (награда)
„Златна никса“ е награда, която се връчва всяка година от „Общността на книгите-игри“.
С нея се награждават най-добрите книги-игри, публикувани в България през предходната година. Не се връчва парична награда. Статуетката представлява фантастичното животно никса, държащо перо и стъпило върху пиедестал, върху който се изписва името на победилата творба и годината.

## Описание
Никсата е фантастично животно, появило се за пръв път в книгата-игра „Да намериш Дракон“ на Спасимир Игнатов, част от сборника „Призвание герой“.
| „ | Никса – дребен двуутробен бозайник от рода на късохоботниците, прави малки бели, водещи до големи неприятности. Има къса гъста козина. От кожата му често се правят наметала, ръкавици и шушони. | “ |

През годината на излизане на произведението, тя става толкова популярна, че на нейно име е основана наградата за книги-игри, освен това изображение на животинчето е прието за лого на издателството „Сдружение КНИГИ-ИГРИ“, което са занимава приоритетно с жанра книга-игра.
Автор на илюстрациите към „Да намериш Дракон“ и създател на образа на никсата е Георги-TANGRA.
Наградата е изработена от екологични материали: статуетката от сплъстена вълна, а перото е естествено. Покрита е със златен бронз. Моделът е изработен по илюстрациите от книгата-игра „Да намериш Дракон“, рисувани от TANGRA.
„Пъстра никса“ е производна награда за художниците и илюстраторите в жанра книга-игра.

### Номинация
За наградата биват номинирани всички произведения, публикувани на български език, за които „Общността на книгите-игри“ сметне, че попадат в категорията.
Изданията на издателство „Фют“ не са номинирани, поради неизяснения им характер – дали в действителност са книги-игри, или образователни тестове. Към същата категория (образователен тест) спада и излязлата през 2023 „Дякона още е жив” на Красимира Дуковска.
През 2017 година в номинациите не са включени „новата Сонора“ – защото не е „нова“ и „Пътя на тигъра 2: Убиец!“ – защото е фенско издание с тираж отпечатан по предварителни заявки.

### Връчване
Наградата традиционно се връчва на фестивала лятна „Таласъмия“, който е посветен на фантастичното и приказното в българската митология. Провежда се ежегодно от 2002 г. в Старозагорски бани.

## Носители
| за година | наградена творба             | автор                                             |
| --------- | ---------------------------- | ------------------------------------------------- |
| 2013      | Калоян и златния печат       | Георги Караджов                                   |
| 2014      | Ледената цитадела            | Колин Уолъмбъри (псевдоним на Любомир Николов)    |
| 2015      | Герои                        | Ерик Берт                                         |
| 2016      | Котарака и Абаносовия дракон | Ал Торо (псевдоним на Александър Торофиев)        |
| 2017      | Катарзис                     | Рей Гард (псевдоним на Андрей Журавлев)           |
| 2018      | Пазители                     | Ал Торо (псевдоним на Александър Торофиев)        |
| 2019      | Борбата за елита             | Деян Рангелов                                     |
| 2020      | Шимбанг – мрачна вода        | Лейдрин Суийвър (псевдоним на Светослав Георгиев) |
| 2021      | Запад                        | Сикамор Брайт (псевдоним на Явор Ялъчков)         |
| 2022      | Сезон на тайни               | Радослав Апостолов                                |
| 2023      | Градчето                     | Николай Николов - Козия                           |
| 2024      |                              |                                                   |

## Галерия
- Георги Караджов с наградата си за неговата книга излязла 2013 година
- Ерик Берт (в средата) с наградата си за неговата книга излязла 2015 година
- Александър Торофиев (втория от ляво на дясно) с наградата си за неговата книга излязла 2016 година
- Деян Рангелов (в дясно) получава наградата си за неговата книга излязла 2019 година
- Светослав Георгиев с получената наградата за неговата книга излязла 2020 година
- д-р Явор Ялъчков с получената наградата за неговата книга излязла 2021 година
- Радослав Апостолов с получената наградата за неговата книга излязла 2022 година
- Николай Николов - Козия с получената наградата за неговата книга излязла 2023 година